# Ana María Salvadora de Otálora y Ribero
Ana María Salvadora Otálora del Ribero, hija de una de las familias más prominentes del Buenos Aires español, fue la segunda esposa de Benito González Ribadavia, padre de Santiago y Bernardino Rivadavia.

## Biografía
Ana María Salvadora Otálora del Ribero nació en Buenos Aires, Gobernación del Río de la Plata (Argentina), hija del coronel José Antonio Gregorio de Otálora, regidor del Cabildo de Buenos Aires y uno de los más ricos comerciantes del territorio, y de Josefa del Ribero y Cossio.
Fue bautizada el 12 de abril de 1762.
El 17 de enero de 1788 casó con el entonces viudo Benito González Ribadavia, padre ya de Bernardino Rivadavia, con quien Ana María Salvadora mantuvo siempre una amable relación, no así con Santiago: en carta del 9 de enero de 1820 pide a Bernardino que intervenga ante la conducta de Santiago quien "cuanto hace es con arbitrariedad, toma alquileres, cobra deudas y ha sacado los documentos de los seis negros sacados por el estado para soldados. De suerte que para la conservación de la quinta me veo en apuros, efecto de la ingrata conducta de Santiago."
Falleció en la estancia familiar de las Palmas, Zárate, Provincia de Buenos Aires, en 1857, a la avanzada edad de 95 años.